# 鲁班路站 (上海市)
鲁班路站位于中华人民共和国上海市黄浦区瞿溪路与鲁班路交叉口，是上海地铁4号线的地铁车站，于2007年12月29日启用。该站由于2003年7月1日在浦西董家渡路附近发生的严重事故，令工程延误，而未与4号线其它车站一并启用。

## 车站結构

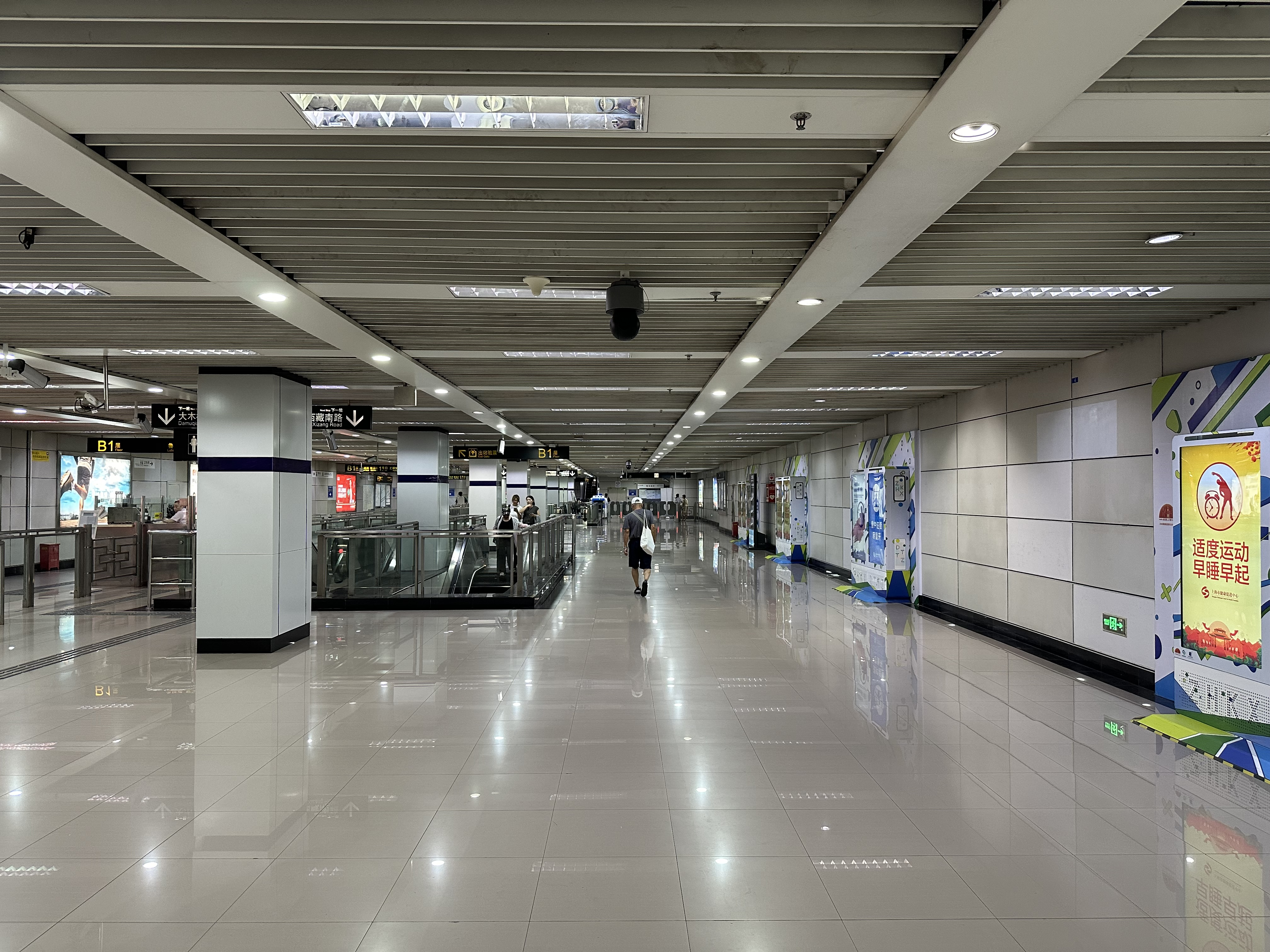
站厅

鲁班路站共有3层。地面为车站出口，地下一层为车站大厅，地下二层为4号线站台。
| 地面层   | 出入口             | 1-3出入口                        |  |  |
| 地下一层 | 站厅               | 票务服务、自动售票机、人工服务台 |  |  |
| 地下二层 | ②站台              | █ 4号线 内环（大木桥路）         |  |  |
|          | 岛式站台，左侧开门 |                                  |  |  |
|          | ①站台              | █ 4号线 外环（西藏南路）         |  |  |

## 车站出口
鲁班路站共有3个出入口，近2号出口设地下连通道通向毗邻的汇暻生活广场，各出入口如下所示：
| 出口编号            | 出口指示       | 照片 |
| ------------------- | -------------- | ---- |
| 1 · 出口            | 瞿溪路，鲁班路 |      |
| 2 · 出口            | 瞿溪路         |      |
| 3 · 出口 · （设有） | 瞿溪路，打浦路 |      |
| 图例： 设有         |                |      |

## 公交换乘
17、36、45、96、144、146、253、327、733、780、781、806、869、933、938、隧道八线、大桥六线、大桥六线（区间）